# Сюд-Грезиводан
Сюд-Грезиводан (фр. Sud Grйsivaudan) — один из 29 кантонов департамента Изер, региона Овернь — Рона — Альпы, Франция. INSEE код кантона — 3823. Сюд-Грезиводан полностью находится в округе Гренобль. Кантон был создан в 2015 году объединением кантонов Вине, Понт-ан-Руайан, Сен-Марселлен и Тюллен.

## Географическое расположение
Сюд-Грезиводан находится на западе департамента Изер. Площадь кантона составляет 548,12 км², таким образом он является 4-м кантоном по площади в департаменте. Сюд-Грезиводан заключен между плато Шамбаран на северо-западе и предгорьями массива Веркор на юго-востоке, его территорию пересекает река Изер и автомагистраль A49. Сельскохозяйственные районы составляют 53 % площади кантона, леса — 41 %. Кантон состоит из трёх общин: коммуны земель Сен-Марселен, коммуны Шамбаран-Вине-Веркор и коммуны на границе Изер.
Название кантона произошло от названия долины Грезиводан, в которой он расположен. С конца XX века долиной Грезиводан называют равнину от Тюллена до Альбервиля. Долина разделяется на 3 части: нижний или южный Грезиводан (Сюд-Грезиводан) — территория от Тюллена до Гренобля, средний Грезиводан (кантон Муаян Грезиводан) — от Гренобля до Поншарры, и высокий Грезиводан (кантон От-Грезиводан) — от Поншарры до Альбервиля. Сюд-Грезиводан расположен на дороге между Греноблем и Валанс и соединяет «сердца» Альп и долины Роны. Он граничит с кантонами Бьевр (3801), Тюллен (3825), Фонтен-Веркор (3807) и департаментом Дром.

## История
По закону от 17 мая 2013 и декрету от 14 февраля 2014 года количество кантонов в департаменте Изер уменьшилось с 58 до 29. Новое территориальное деление департаментов на кантоны вступило в силу во время выборов 2015 года. Таким образом, кантон Сюд-Грезиводан был образован 22 марта 2015 года. Он был сформирован из бывших кантонов Вине (11 коммун), Понт-ан-Руайан (12 коммун), Сен-Марселлен (17 коммун) и частично Тюллен (5 коммун).

## Население
Согласно переписи 2012 года (считается население коммун, которые в 2015 году были включены в кантон) население Сюд-Грезиводан составляло 40 823 человека. Из них 20,1 % были младше 20 лет, 19,1 % — старше 65. 20,9 % имеет высшее образование. Безработица — 10,5 %.
Население в основном сосредоточено в трех главных городах (Сен-Марселлен — около 8000 жителей, Вине — 4000 жителей и Шат — 2400 жителей). Сен-Марселлен и Шат находятся в центре кантона; они образуют центр занятости. В этих городах работают 6 из 10 жителей кантона.

## Экономика
Распределение населения по сферам занятости: 3,0 % — сельскохозяйственные работники, 7,9 % — ремесленники, торговцы, руководители предприятий, 11,7 % — работники интеллектуальной сферы, 23,7 % — работники социальной сферы, 26,3 % — государственные служащие и 27,4 % — рабочие. На территории кантона находится несколько промышленных предприятий. Наиболее развито производство электроприборов (заводы Legrand в Сен-Марселлене и Понт-ан-Руайане и Cotherm в Вине) и пластмасс (завод Unidecor в Сен-Марселлене).

## Транспорт
Через территорию кантона проходят несколько железнодорожных линий TER:
Гренобль — Валанс (остановки в Вине и Сен-Марселлене), Анси — Валанс (остановка в Сен-Марселлене). Остальное сообщение осуществляется автобусами.
Через города Вине, Сен-Марселлен, Понт-ан-Руайан, Шат проходит автомагистраль А49, соединяющая Валанс и Гренобль.

## Коммуны кантона
В кантон входят 45 коммун, указанных в списке, из них главной коммуной является Сен-Марселлен. Голубым цветом окрашены коммуны, принадлежащие общине Сен-Марселен, жёлтым — общине на границе Изер, остальные — общине Шамбаран-Вине-Веркор.

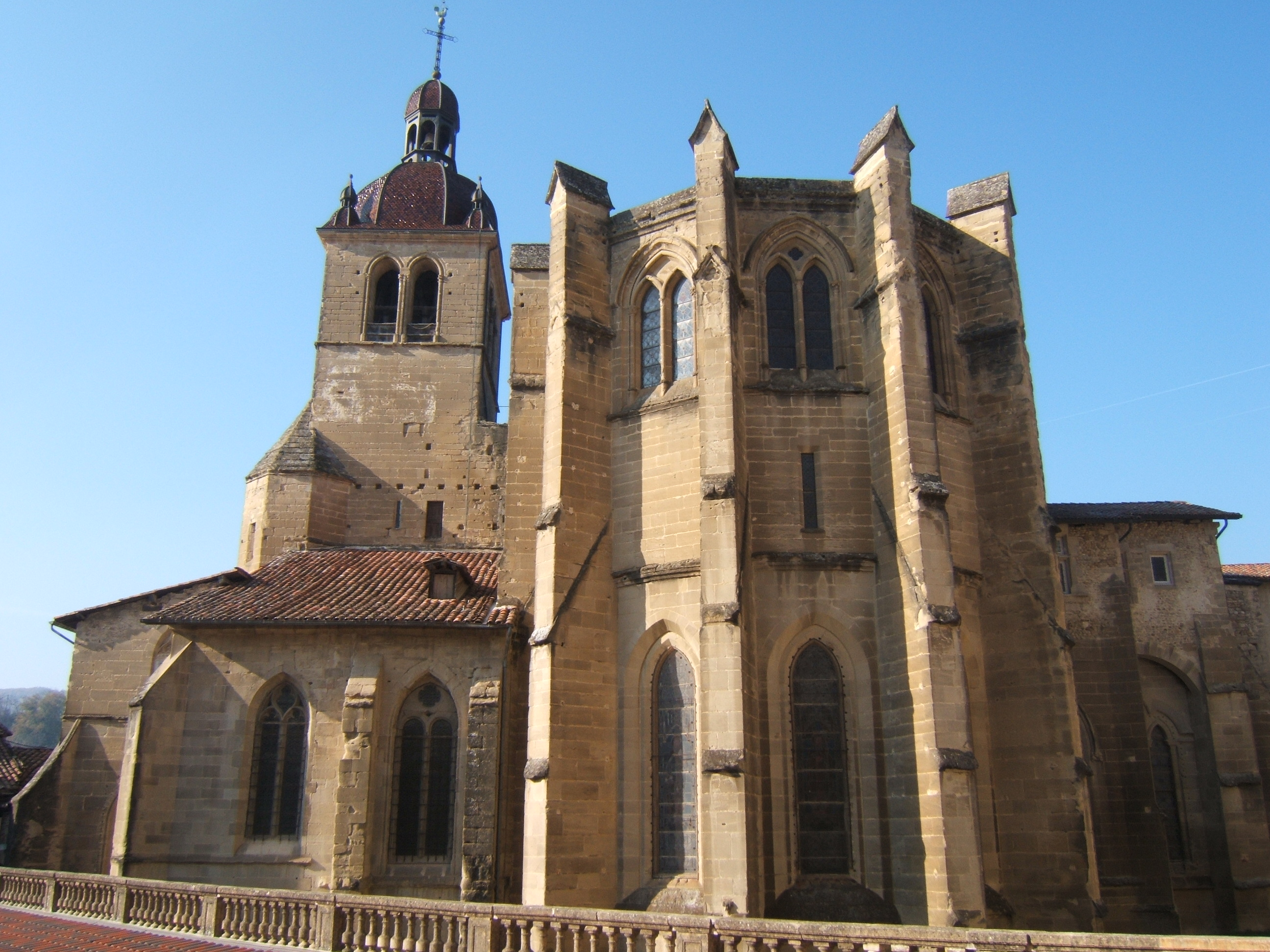
Аббатство Св. Антуана в Сент-Антуан-л’Аббеи (одной из самых красивых деревень Франции)

| Коммуна             | Название по-французски    | Население, чел. (2012) | Площадь | Код INSEE |
| ------------------- | ------------------------- | ---------------------- | ------- | --------- |
| Л’Альбенк           | L’Albenc                  | 1104                   | 9,86    | 38004     |
| Обрив-ан-Руаян      | Auberives-en-Royans       | 374                    | 5,07    | 38018     |
| Больё               | Beaulieu                  | 633                    | 8,79    | 38033     |
| Бовуар-ан-Руаян     | Beauvoir-en-Royans        | 82                     | 2,1     | 38036     |
| Бессен              | Bessins                   | 127                    | 4,65    | 38041     |
| Шантесс             | Chantesse                 | 320                    | 5,83    | 38074     |
| Шасле               | Chasselay                 | 426                    | 9,45    | 38086     |
| Шатлю               | Chвtelus                  | 89                     | 12,3    | 38092     |
| Шат                 | Chatte                    | 2436                   | 22,81   | 38095     |
| Шевриер             | Chevriиres                | 685                    | 16,62   | 38099     |
| Шоранш              | Choranche                 | 132                    | 10,63   | 38108     |
| Коньен-ле-Горж      | Cognin-les-Gorges         | 648                    | 12,52   | 38117     |
| Крас                | Cras                      | 461                    | 5,43    | 38137     |
| Дьоне               | Dionay                    | 119                    | 14,01   | 38145     |
| Изрон               | Izeron                    | 732                    | 17,19   | 38195     |
| Мальваль-ан-Веркор  | Malleval-en-Vercors       | 50                     | 14,1    | 38216     |
| Монтань             | Montagne                  | 265                    | 8,78    | 38245     |
| Морет               | Morette                   | 399                    | 6,27    | 38263     |
| Мюрине              | Murinais                  | 379                    | 8,22    | 38272     |
| Нотр-Дам-де-л’Озье  | Notre-Dame-de-l’Osier     | 480                    | 8,38    | 38278     |
| Понт-ан-Руайан      | Pont-en-Royans            | 803                    | 2,9     | 38319     |
| Прель               | Presles                   | 98                     | 25,68   | 38322     |
| Кенсьё              | Quincieu                  | 101                    | 4,75    | 38330     |
| Ранкюрель           | Rencurel                  | 301                    | 35      | 38333     |
| Ла-Ривьер           | La Riviиre                | 745                    | 18,45   | 38338     |
| Ровон               | Rovon                     | 599                    | 11,82   | 38345     |
| Сент-Андре-ан-Руаян | Saint-Andrй-en-Royans     | 326                    | 10,42   | 38356     |
| Сент-Антуан-л’Аббеи | Saint-Antoine-l’Abbaye    | 1039                   | 22,21   | 38359     |
| Сент-Апполинар      | Saint-Appolinard          | 397                    | 10,76   | 38360     |
| Сен-Бонне-де-Шавань | Saint-Bonnet-de-Chavagne  | 646                    | 15,18   | 38370     |
| Сен-Жерве           | Saint-Gervais             | 560                    | 13,15   | 38390     |
| Сент-Илер-дю-Розье  | Saint-Hilaire-du-Rosier   | 1954                   | 16,42   | 38394     |
| Сен-Жюст-де-Кле     | Saint-Just-de-Claix       | 1230                   | 11,59   | 38409     |
| Сен-Латье           | Saint-Lattier             | 1270                   | 18,17   | 38410     |
| Сен-Марселлен       | Saint-Marcellin           | 8075                   | 7,81    | 38416     |
| Сен-Пьер-де-Шерен   | Saint-Pierre-de-Chйrennes | 486                    | 12,03   | 38443     |
| Сен-Роман           | Saint-Romans              | 1745                   | 17,04   | 38453     |
| Сен-Совёр           | Saint-Sauveur             | 2040                   | 9,42    | 38454     |
| Сен-Веран           | Saint-Vйrand              | 1770                   | 17,83   | 38463     |
| Серр-Нерполь        | Serre-Nerpol              | 299                    | 13,16   | 38275     |
| Ла-Сон              | La Sфne                   | 605                    | 2,95    | 38495     |
| Теш                 | Tкche                     | 581                    | 5,03    | 38500     |
| Варасьё             | Varacieux                 | 854                    | 18,48   | 38523     |
| Ватильё             | Vatilieu                  | 371                    | 9,22    | 38526     |
| Вине                | Vinay                     | 3987                   | 16,01   | 38559     |

## Политика
Согласно закону от 17 мая 2013 года избиратели каждого кантона в ходе выборов выбирают двух членов генерального совета департамента разного пола. Они избираются на 6 лет большинством голосов по результату двух туров выборов.
В первом туре кантональных выборов 22 марта 2015 года в Сюд-Грезиводан баллотировались 4 пары кандидатов (явка составила 53,74 %). Во втором туре 29 марта, Лора Бонфой и Бернар Перазио были избраны с поддержкой 42,79 % на 2015—2021 годы. Явка на выборы составила 56,26 %.
| Мандат | Мандат | Кандидаты                     |                | Партия             | Первый тур | Первый тур     | Второй тур | Второй тур |
| Мандат | Мандат | Кандидаты                     | Кол-во голосов | Партия             | % голосов  | Кол-во голосов | % голосов  |            |
| ------ | ------ | ----------------------------- | -------------- | ------------------ | ---------- | -------------- | ---------- | ---------- |
| 2015   | 2021   | Лора Бонфой и Бернар Перазио  |                | беспартийные       | 5214       | 33,88          | 6 906      | 42,79      |
| 2015   | 2021   | Николь Ди Мариа и Андрэ Ру    |                | беспартийные левые | 4340       | 28,20          | 5255       | 32,56      |
| 2015   | 2021   | Иоланда Реино и Валер Сантана |                | Национальный фронт | 4 176      | 27,13          | 3 979      | 24,65      |
| 2015   | 2021   | Брижит Бриэль и Бернар Ламбер |                | беспартийные левые | 1661       | 10,79          | -          | -          |